# 팡가시난족
팡가시난족(Pangasinan people)은 필리핀 내에서 8번째로 큰 민족언어학적 집단이다. 그들은 주로 링가옌만을 따라 루손섬의 중부 지역 팡가시난 지방에 살고 있다. ‘팡가시난’이라는 말은 팡가시난어를 하는 원주민 화자 또는 팡가시난 혈통의 사람을 일컫기도 한다.

## 개요
팡가시난이라는 말은 ‘소금의 땅’ 또는 ‘염전’을 의미한다. 이것은 팡가시안 어의 ‘아신’(asin)이라는 말에서 유래한 것이다. 팡가시안 족은 타가-팡가시난(taga-Pangasinan)이라고 언급되기도 하며, 이것은 ‘팡가시난 출생의’라는 의미이다.
팡가시난주에서 팡가시난 족의 인구는 약 150만명이다. 그 외에는 주로 일로카노족과 삼발족이 거주하는 주에 흩어져 거주하고 있다.

## 유명인
우르두자는 팡가시난에 있었던 전설적인 여전사로 간주되고 있다. 말롱과 팔라리스는 스페인 통치기에 독립을 위해 투쟁했다. 팡가시난 혈통의 최초의 대통령(또한 최초의 프로테스탄트 대통령이기도 한)은 1992년 선출된 피델 라모스 대통령이다.

## 같이 보기
- 바구옹
- 비콜라노족
- 일로카노족
- 이바탄족
- 카팜팡안족
- 루마드족
- 모로족
- 네그리토
- 소금
- 삼발족
- 타갈로그족
- 비사야족